# Станіслав Боніфацій Юндзілл
Станіслав Боніфацій Юндзілл (пол. Stanisław Bonifacy Jundziłł, біл. Станіслаў Баніфацы Юндзіл, лит. Stanislovas Bonifacas Jundzilas; 6 травня 1761, Ясениці поблизу Ліди — 15 квітня 1847, Вільно) — натураліст, ботанік, педагог, професор Віленського університету.

## Біографія
Народився в 1761 році. У 1774—1779 роках навчався в школах піарів у Ліді та Любешеві (Волинська губернія).
У 1779 році став членом ордена піарів. Викладав у школах піарів в містах Расейняй і Вільно (1779—1780). У 1782 році прослухав курс фізики, у 1783 році — курс хімії у Головній Віленській школі Великого князівства Литовського (Schola Princips Magni Ducatus Lithuaniae) у Вільно.
Від 1784 року — католицький священник. У 1785—1786 роках викладав у школі піарів в м. Щучин (Гродненська губернія), заснував при ній ботанічний сад і заклав парк біля маєтку Сципіонів.
У 1786—1787 роках прослухав курси хімії та зоології у Головній Віленській школі та приватний курс ботаніки у Георга Форстера (1787). У 1790—1792 роках викладав (польською мовою) природничі науки у колегії піарів у Вільно. Починаючи з 1792 року, працював викладачем у Головній Віленській школі Великого князівства Литовського.

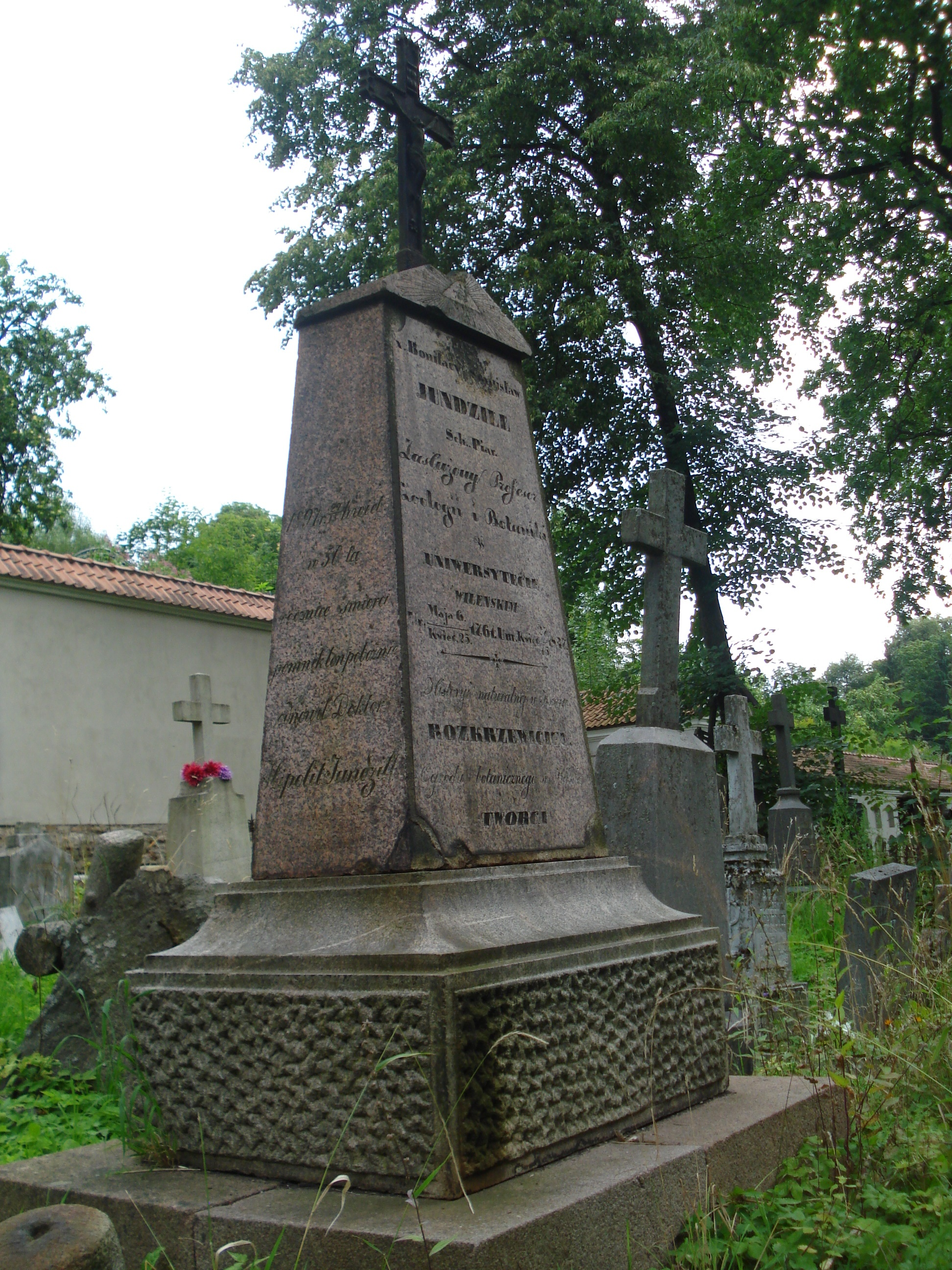
Надгробний пам'ятник на могилі Юндзілла

Стажувався в Австрії, Саксонії, Угорщині. Так, у 1795—1796 роках, у Відні був слухачем курсів анатомії тварин, фізіології, фармацевтики, патології і терапії. Після повернення в 1797 році на Батьківщину став віце-професором у Головній Віленській школі. З 1798 року — доктор філософії. З 1802 року — професор ботаніки та зоології (перший професор — місцевий уродженець). До 1824 року завідував кафедрою природничих наук Віленського університету.
У 1799 році прийняв від доктора Ф. Ф. Шпіцнагеля керівництво ботанічним садом. Переніс ботанічний сад в Серейкишки і розширив його. Значно поповнив зоологічними колекціями кабінет природничих наук і обладнав мінералогічний кабінет.
Член наукових товариств: варшавських (Towarzystwo Przyjaciół Nauk, 1801; Towarzystwo Gospodarcze, 1811) та Московського товариства дослідників природи (1805).
Від 1805 року — редактор і активний співробітник віленської щомісячної газети „Dziennik Wileński“.
Після виходу у відставку у 1826 році здійснив поїздки у Карлсбад, Варшаву, Вроцлав, Берлін (1827, 1833, 1835), ознайомлюючись з тамтешніми ботанічними і помологічними садами.
Помер 27 квітня 1847 року у Вільно. Похований на місцевому Бернардинському кладовищі.
На його честь названа вулиця у Вільнюсі в мікрорайоні Кайренай. Також вулиця Юндзілла є в місті Гродно (Білорусь).

## Наукова діяльність

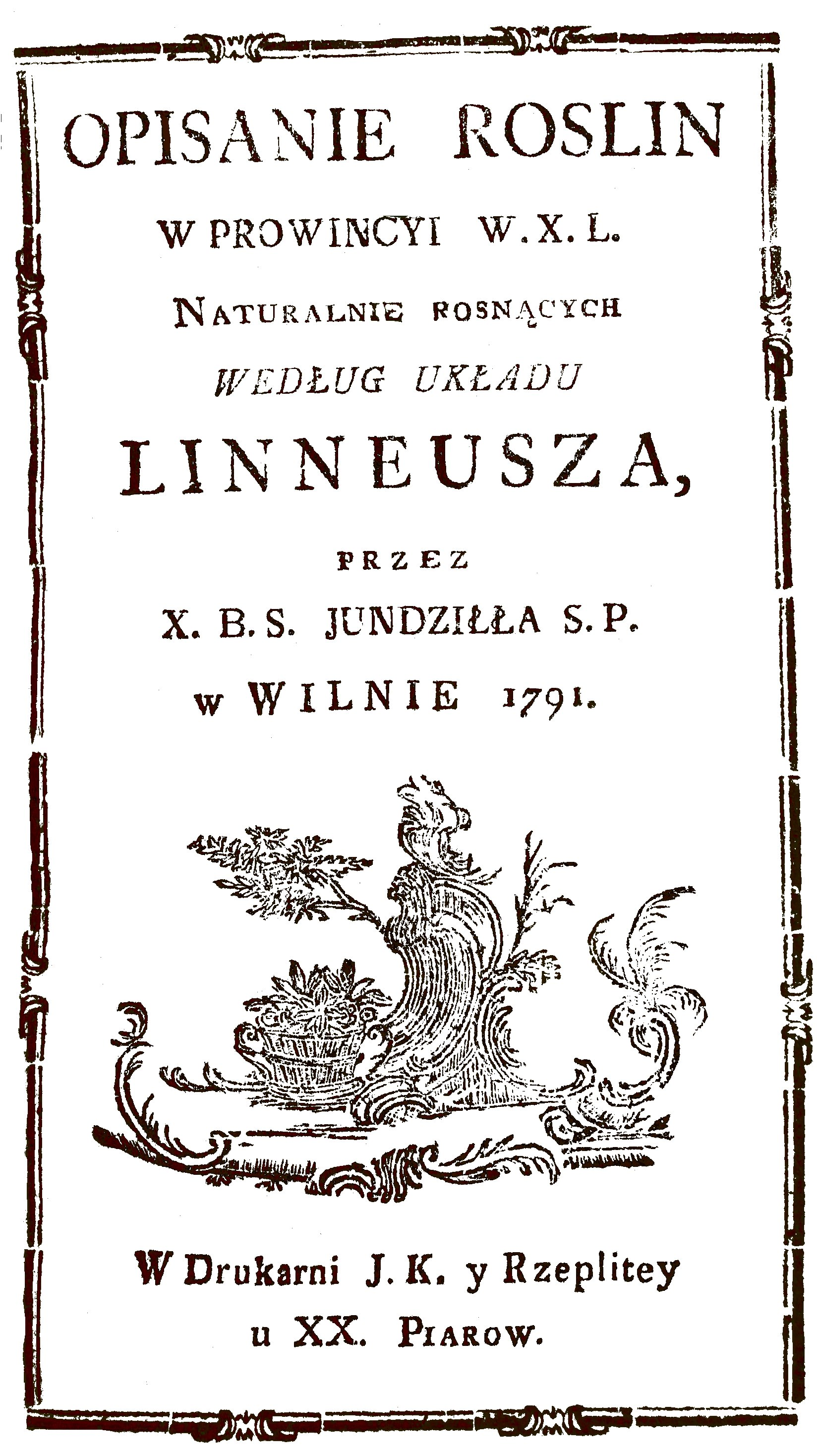
Титульна сторінка

Викладав ботаніку та інші природничі курси. Був один із зачинателів викладання ветеринарії в Литві.
Автор перших навчальних посібників із природничих наук для студентів Віленського університету «Основи ботаніки» («Początki botaniki», 1804—1805, 2 частини); «Короткий курс зоології» («Zoologia krótko zebrana», 1807, 3 томи). Обидва підручники кілька разів перевидавалися.
Головною цариною наукових досліджень Станіслава Юндзілла була ботаніка. Також він займався ентомологією, вивчав міграцію птахів; був одним із засновків орнітологічних досліджень на території Литви.
Автор першого точного опису флори Литви (за класифікацією Ліннея, «Opisanie roslin w prowincyi W. K. L. naturalnie rosnących według układu Linneusza», 1791, друге — «Opisanie roślin litewskich», 1811) і праці «Прикладна ботаніка» («Botanika stosowana»). За опис литовської флори польський король Станіслав-Август Понятовський нагородив професора золотою медаллю.
Написав також велику кількість популярних статей і спогадів із питань зоології і сільського господарства.